# Robert Sternberg
Robert Jeffrey Sternberg, född 8 december 1949 i Newark, New Jersey, är en amerikansk psykolog med inriktning mot psykometri som också är provost (motsvarar ungefär universitetsdirektör) vid Oklahoma State University. Han var tidigare dekanus vid Tufts University, IBM professor i psykologi och pedagogik vid Yale University och ordförande för amerikanska psykologförbundet. Han är med i redaktionsrådet för flera tidskrifter, däribland American Psychologist. Sternberg är fil.kand vid Yale University och fil.dr vid Stanford University. Gordon Bower var hans handledare som doktorand. Han har tio hedersdoktorat från ett nordamerikanskt, ett sydamerikanskt och åtta europeiska universitet och är vidare hedersprofessor vid Heidelbergs universitet i Tyskland. 

## Forskningsfält
Sternbergs huvudsakliga forskning rör följande områden:
- Högre mentala funktioner, inklusive intelligens och kreativitet
- Tänkesätt
- Kognitiva förändringar
- Ledarskap
- Kärlek och hat
- Kärlek och krig

Sternberg har föreslagit en triarkisk intelligensteori och en triangulär kärlekteori. Han är (med Todd Lubart) skapare av den kreativa investeringsteorin, vilken hävdar att kreativa personer köper lågt och säljer högt i idéernas värld samt också en drivkraftsteori för kreativt bidragande, som går ut på att kreativitet är en form av ledarskap.
Sternberg har kritisierat IQ tester och har sagt att de är "bekväma partiella operationaliseringar av intelligens, inget mer. De ger inte den sorts mätningar av intelligens som måttband ger av längd."
År 1995 var han del av amerikanska psykologförbundets aktionsgrupp för att skriva ett konsensusyttrande rörande intelligensforskning som svar på de påståenden som fördes fram i samband med debatten omkring Bell Curve. Rapporten betitlades "Intelligence: Knowns and Unknowns."